# Masque de tristesse
Le Masque de l'Affliction, ou Masque de Tristesse (russe : Маска скорби, Maska skorbi) est un monument placé sur une colline, au-dessus de Magadan en Russie. Il commémore depuis 1996 les nombreux prisonniers qui ont souffert et sont morts dans les camps de prisonniers du goulag dans la Kolyma, une région de l’extrême Est de l'Union soviétique, durant les années 1930, 40 et 50.
Il s'agit d'une grande statue en béton figurant un visage, avec des larmes coulant de l'œil gauche, larmes en forme de petits masques. L'œil droit représente une fenêtre avec des barreaux. L'arrière de la sculpture comporte les statues en bronze d'une jeune femme en pleurs et d'un homme sans tête sur une croix. L'intérieur est une réplique d’une cellule de prison typique de la période stalinienne. Sous le Masque de tristesse sont gravés les noms d'un grand nombre de camps de travail forcé, de la Kolyma et d’ailleurs, avec la mention des diverses religions de ceux qui ont souffert là-bas.
La statue a été inaugurée le 12 juin 1996 avec l'aide du gouvernement russe et les contributions financières de sept villes russes, notamment de Magadan. Elle a été conçue par le sculpteur Ernst Neïzvestny, dont les parents ont été victimes des purges staliniennes des années 1930. Le monument a été construit par Kamil Kazaïev. Le masque mesure 15 mètres de hauteur et occupe un volume de 56 mètres cubes.

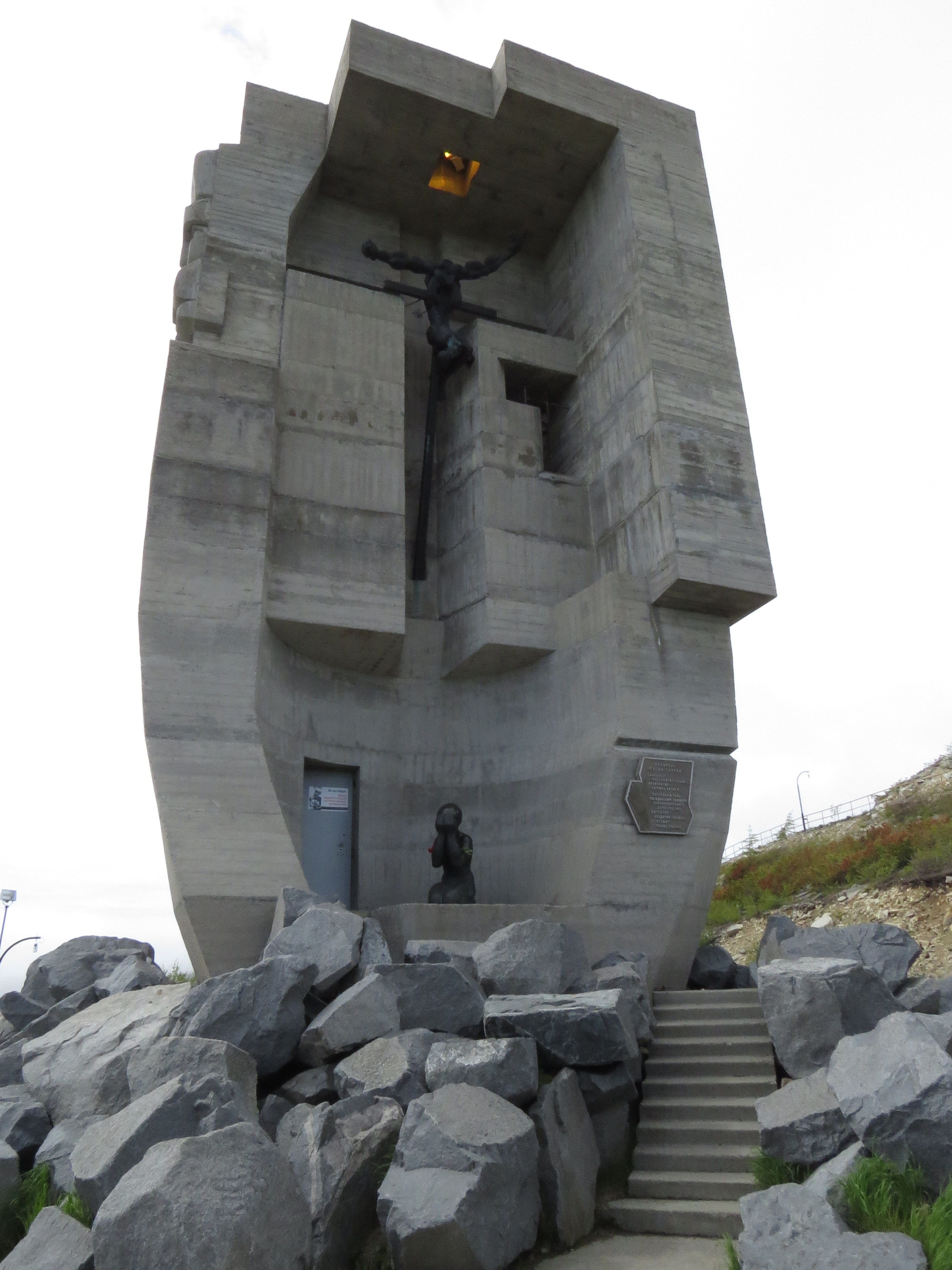
Arrière du monument.